# Bulumbi
Bulumbi es un subcondado ubicado en la región Oriental de Uganda. 

## Superficie
Posee una superficie de 53,23 kilómetros cuadrados.

## Población
Hasta 2020 presentaba una población de 18 200 habitantes, con una densidad de población de 341,9 habitantes por kilómetro cuadrado. De ellos 8900 correspondían a hombres (48,9%) y 9300 mujeres (48,9%).

## Clima
| Climograma de Bulumbi | Climograma de Bulumbi | Climograma de Bulumbi | Climograma de Bulumbi | Climograma de Bulumbi | Climograma de Bulumbi | Climograma de Bulumbi | Climograma de Bulumbi | Climograma de Bulumbi | Climograma de Bulumbi | Climograma de Bulumbi | Climograma de Bulumbi |
| --- | --------------------- | --------------------- | --------------------- | --------------------- | --------------------- | --------------------- | --------------------- | --------------------- | --------------------- | --------------------- | --------------------- |
| E | F                     | M                     | A                     | M                     | J                     | J                     | A                     | S                     | O                     | N                     | D                     |
| 46 31 18 | 60 33 18              | 167 31 18             | 296 27 17             | 261 26 16             | 158 27 16             | 105 27 15             | 174 27 16             | 297 28 16             | 217 27 16             | 227 27 17             | 173 30 17             |
| temperaturas en °C • totales de precipitación en mm |                       |                       |                       |                       |                       |                       |                       |                       |                       |                       |                       |
| Conversión sistema imperial\| E \| F \| M \| A \| M \| J \| J \| A \| S \| O \| N \| D \| \| 1.8 88 64 \| 2.4 91 64 \| 6.6 88 64 \| 12 81 63 \| 10 79 61 \| 6.2 81 61 \| 4.1 81 59 \| 6.9 81 61 \| 12 82 61 \| 8.5 81 61 \| 8.9 81 63 \| 6.8 86 63 \| \| temperaturas en °F • totales de precipitación en pulgadas \| \| \| \| \| \| \| \| \| \| \| \| |                       |                       |                       |                       |                       |                       |                       |                       |                       |                       |                       |
| E | F                     | M                     | A                     | M                     | J                     | J                     | A                     | S                     | O                     | N                     | D                     |
| 1.8 88 64 | 2.4 91 64             | 6.6 88 64             | 12 81 63              | 10 79 61              | 6.2 81 61             | 4.1 81 59             | 6.9 81 61             | 12 82 61              | 8.5 81 61             | 8.9 81 63             | 6.8 86 63             |
| temperaturas en °F • totales de precipitación en pulgadas |                       |                       |                       |                       |                       |                       |                       |                       |                       |                       |                       |

| E                                                         | F         | M         | A        | M        | J         | J         | A         | S        | O         | N         | D         |
| 1.8 88 64                                                 | 2.4 91 64 | 6.6 88 64 | 12 81 63 | 10 79 61 | 6.2 81 61 | 4.1 81 59 | 6.9 81 61 | 12 82 61 | 8.5 81 61 | 8.9 81 63 | 6.8 86 63 |
| temperaturas en °F • totales de precipitación en pulgadas |           |           |          |          |           |           |           |          |           |           |           |